# فرماندهی غربی هند
فرماندهی غربی هند (انگلیسی: Western Command) تشکیلاتی در سطح فرماندهی در ارتش هند است، که مسئول مستقیم مرز هند با پاکستان است. 
این فرماندهی در سال ۱۹۲۰ تشکیل شد. پس از تنزل به یک ناحیه مستقل و در نهایت ادغام با فرماندهی شمالی برای تشکیل ارتش شمال غربی، منحل شد. این فرماندهی در سال ۱۹۴۷ پس از انتقال ستاد فرماندهی شمالی به مرز با پاکستان، دوباره احیا شد. تا سال ۱۹۷۲ این ستاد مسئول مرز هند با پاکستان در شمال و غرب و مرز چین در شمال بود. ستاد فرماندهی غربی در چاندیمندیر، هاریانا، حدود ۵ کیلومتری شرق چندی‌گر واقع شده است. از ژوئیه ۲۰۲۳ سپهبد مانوج کومار کاتیار، فرماندهی غربی را برعهده داشت.